# Caradra (Messenia)
Caradra (in greco antico: Χαράδρα?) era una città dell'antica Grecia ubicata in Messenia.

## Storia
Viene citata da Strabone, che racconta di una tradizione secondo la quale Pelope, dopo aver fatto sposare sua sorella Niobe con Anfione, portò dei coloni dalla Beozia in Messenia e fondò, oltre Caradra, le città di Talamas e Leuttro. Si ritiene potesse essere ubicata nei pressi di Cardamila.